# واینولسهایم
واینولسهایم (به آلمانی: Weinolsheim) یک شهر در آلمان است که در ماینتس-بینگن واقع شده‌است. واینولسهایم  ۷۰۹ نفر جمعیت دارد.